# Citrina modestus
Citrina modestus är en insektsart som först beskrevs av Salvador de Toledo Piza Júnior 1985.  Citrina modestus ingår i släktet Citrina och familjen Pseudophasmatidae. Inga underarter finns listade i Catalogue of Life.